# 隊長ブーリバ
『隊長ブーリバ』（たいちょうブーリバ、原題：Taras Bulba）は、1962年制作のアメリカ合衆国の映画。ニコライ・ゴーゴリの小説『タラス・ブーリバ（隊長ブーリバ）』を原作に映画化した作品である。

## あらすじ
16世紀初頭、オスマン帝国が勢力を拡大してヨーロッパに迫っていた。これに危機感を抱いたポーランド王国のグリゴリー王子は、タラス・ブーリバ率いるウクライナ・コサックに「自分たちに協力してトルコ軍を撃退すれば、ウクライナのステップを与える」という約束をして援軍を頼み、ブーリバたちはこれに応えてトルコ軍を撃退した。
しかしその約束は反故にされ、ブーリバたちは土地を追われる事になってしまう。怒ったブーリバたちは、グリゴリー王子の片腕を切り落として逃亡、山岳地帯に逃げ込み、時が来るまで隠れて力を貯えることにした。 
時は流れ、ブーリバの2人の息子アンドレとオスタプは立派な青年に成長した。ブーリバは敵のことを知るために、2人をポーランド人が住むキエフに留学させる。アンドレはそこでポーランド貴族の娘ナタリアと出会い、恋に落ちるが、これを知ったナタリアの兄が怒り、アンドレとオスタプをリンチしようとするが、反対に2人から殺されてしまう。2人は、故郷に逃げ帰った。 
そんな時、ポーランド王からバルトと戦うための召集が掛かる。彼らはこの機会に自分たちの土地を取り戻す決意をする。ブーリバたちはポーランド軍の本拠地デュブノーにあるデュブノー城に合流すると見せかけて、急襲を掛けて攻め込んだ。不意を付かれたポーランド軍は籠城するが、ペストが流行して城内の人々は苦しむ。アンドレはナタリアに会うためにデュブノー城に侵入するが捕まってしまい、ナタリアを助けるために犠牲になる。
その後、ブーリバたちの決死の反撃でポーランド軍は全滅、ウクライナは自由の土地となったのだった。

## キャスト
| 役名               | 俳優                       | 日本語吹替                                | 日本語吹替                                 |
| 役名               | 俳優                       | NETテレビ旧版                             | NETテレビ新版                              |
| ------------------ | -------------------------- | ----------------------------------------- | ------------------------------------------ |
| タラス・ブーリバ   | ユル・ブリンナー           | 小林修                                    | 小林修                                     |
| アンドレ・ブーリバ | トニー・カーティス         | 広川太一郎                                | 広川太一郎                                 |
| ナタリア           | クリスティーネ・カウフマン | 渋沢詩子                                  | 渋沢詩子                                   |
| フィリペンコ       | サム・ワナメイカー         | 雨森雅司                                  | 小林清志                                   |
| グリゴリー王子     | ガイ・ロルフ               | 千葉耕市                                  | 大塚周夫                                   |
| オスタプ・ブーリバ | ペリー・ロペス             | 関根信昭                                  | 井上真樹夫                                 |
| ソフィア・ブーリバ | イルカ・ウィンディッシュ   | 島美弥子                                  | 麻生美代子                                 |
| シーロ             | ブラッド・デクスター       | 水島晋                                    |                                            |
| 総督               | ジョージ・マクレディ       |                                           |                                            |
| ステパン           | ウラディーミル・ソコロフ   |                                           |                                            |
| アボット           | エイブラハム・ソファー     |                                           |                                            |
| ナレーション       | ポール・フリーズ           |                                           | 大平透                                     |
| 不明 その他        |                            |                                           | 島宇志夫 大木民夫 塩見竜介 緑川稔 石森達幸 |
|                    |                            |                                           |                                            |
| 演出               | 演出                       |                                           | 小林守夫                                   |
| 翻訳               | 翻訳                       |                                           | 木原たけし                                 |
| 効果               | 効果                       |                                           | TFC                                        |
| 調整               | 調整                       |                                           | 前田仁信                                   |
| 制作               | 制作                       |                                           | 東北新社                                   |
| 解説               | 解説                       | 淀川長治                                  | 淀川長治                                   |
| 初回放送           | 初回放送                   | 1971年1月3日 『日曜洋画劇場』 21:00-23:26 | 1973年11月25日 『日曜洋画劇場』            |

## その他
出演者のトニー・カーティスとクリスティーネ・カウフマンは本作が縁で1963年に結婚したが、1968年には離婚している。